# Sposatevi ragazzi
Sposatevi ragazzi (Wedding Rehearsal) è un film del 1932 diretto da Alexander Korda.